# ایان تیلور (بازیکن هاکی روی چمن)
ایان تیلور (انگلیسی: Ian Taylor؛ زادهٔ ۲۴ سپتامبر ۱۹۵۴) بازیکن هاکی روی چمن اهل بریتانیا است.
وی در مسابقات کشوری و بین‌المللی در مجموع برندهٔ ۱ مدال طلا، ۱ مدال نقره، ۱ مدال برنز شده‌است.